# Етнографски музей (Лехово)
Етнографският музей (на гръцки: Λαογραφικό Μουσείο) е музей в леринското село Лехово, Гърция.

## История
Лехово е арванитско християнско село, разположено в клисурския проход Дауло. В 1977 година дружеството „Свети Илия“ започва да събира артефакти от народната култура, както и църковна утвар и оформя етнографска колекция. В 1980 година колекцията е настанена в реновирана стара сграда до главния площад на селото. Целта на музея е да се запазят традициите и историята на селото и затова всички експонати са единствено от Лехово.
Музеят има много ценни църковни експонати – олтарна врата от църквата „Света Параскева“ (1760), икона на Свети Димитър с 12 по-малки сцени от живота му, икона на Богородица с Христос от „Свети Димитър“ (1763), икона на Св. св. Константин и Елена от същата църква (1600), и икона на Свети Илия (XVI век). Има и църковна утвар като сребърни хоругви, евангелия (1776, 1860), антиминс (1840), два бокала (1862, 1890), минеи, печатани във Венеция в 1680 и 1860, част от иконостас (XVII век) и няколко иконостасни икони.
Иконата на Свети Димитър и царските двери с изображение на Благовещение са дело на линотопски майстори и са от първата църква „Света Параскева“, построена в 1650-1660 г. в местността Фусия, където първоначално е било селото. След унищожаването на храма са прехвърлени в първата еднокорабна църква „Свети Мина“ (около 1710), а след това във втората църква „Свети Мина“ (1892 г. и възобновена през 1968 г.), а оттам във втората църква „Света Параскева“ (1916), откъдето са прибрани на 12 септември 1976 г. от тогавашния учител, а по-късно кмет Г. Горантис.
Иконата на Свети Димитър е от 1638-1639 година и изобразява Свети Димитър между Свети Прокопий и Свети Нестор. Централното поле е обкръжено от четиринадесет малки икони, изобразяващи епизоди от живота, мъченичеството и чудесата на светеца. Сред тях се отличават непознати сцени от иконографския цикъл на живота и чудесата на Свети Димитър като чудото на преминаването на река Дунав от княз Леонтий с плащаницата на светеца, спасяването от славянски плен на африканския епископ Киприян и срещата на Свети Димитър и Свети Ахил Лариски.
Дверите са с резба и изписване и са много сходни с тези в църквата „Свети Димитър“ в Палатиция. В горната зона са изобразени Давид и Соломон, в средата Благовещение и в долната две тройки светци – Свети Василий, Свети Йоан Златоуст и Свети Григорий Богослов и Свети Николоай, Свети Атанасий и Свети Спиридон. Датирани са αχο΄ (1670) и имат надпис: „Δέησις τον δού/λον του Θεού Δημητρίου / του Ιω. Σαραβάριου……τη Λινοτοπη“ (С молитвите на Божия раб Димитър/ на Йоан Сарвариос... от Линотопи). Видът на царските двери и резбата принадлежат на школата Прилеп-Слепче.
Освен църковните експонати в музея има и традиционни женски носии, всекидневни и празнични, овчарски гугли, традиционни катарами, оръжие използвано в така наречената Македонска борба. Също така има инструменти от различни местни занаяти – каменоделство, шивачество, налбантство, обущарство. Също така са изложени и предмети от бита и текстил.
- Експонати
- Църковна утвар
- Празнична женска носия
- Миней, Венеция, 1680